# Volkswagen Financial Services
Volkswagen Financial Services AG (VWFS), är ett tyskt kreditmarknadsbolag som erbjuder finansieringsalternativ som billån och leasingavtal till sina privata- och företagskunder. VWFS är ett helägt dotterbolag till den tyska fordonstillverkaren Volkswagen AG.

## Volkswagen Finans Sverige
VWFS har ett svenskt dotterbolag i Volkswagen Finans Sverige AB som erbjuder sina svenska privata- och företagskunder olika finansieringsalternativ. Huvudkontoret finns i Södertälje och omsätter omkring 3,6 miljarder SEK och har 107 anställda för 2013.